# Sauzet, Lot

Sauzet este o comună în departamentul Lot din sudul Franței. În 2009 avea o populație de 508 de locuitori.

## Evoluția populației
| An        | 1975 | 1982 | 1990 | 1999 | 2006 | 2009 |
| --------- | ---- | ---- | ---- | ---- | ---- | ---- |
| Populație | 371  | 352  | 370  | 408  | 474  | 508  |